# Summerlin
Summerlin es una rica comunidad planificada estadounidense de 23.400 acres (94,6 km²) que está siendo construida por The Howard Hughes Corporation (ahora una filial de General Growth Properties) en el Sur de Nevada, a lo largo del borde occidental del Valle de Las Vegas cerca de las Montañas Spring y Red Rock Canyon National Conservation Area. Incluye una variedad de zonificaciones, incluyendo: residencial, comercial, recreacional, educacional, medical, espacio público y religiosos. A diciembre de 2003, la población de Summerlin era de 84,350 personas.

## Historia
A mediado de los años 1950 Howard Hughes compró 25,000 acres (101 km²) hasta los años 1990 por medio de la empresa Hughes Tool Company Nevada Operations. La Corporación Summa adquirió terrenos vacíos a lo largo del borde occidental del Valle de Las Vegas. La mayoría de estas tierras fueron compradas por $0.25/acre ($62/km²) ya que se consideraban como casos perdidos.
En 1987, la Corporación Summa intercambió 5,000 acres (20 km²) de tierra de Red Rock por 3,000 acres (12 km²) de tierra en lo que se convirtió Summerlin del Sur.
La Corporación Summa empezó la construcción de Summerlin, en Summerlin del Norte, en 1990. En 1997 se inauguró el Hospital de Summerlin.
En 2004, La Corporación Howard Hughes intercambió más terrenos a lo largo del valle, pero colindantes a Summerlin del Sur. Después en 2005 se aprobó el anexo de 900 acres (3.6 km²) hacia Summerlin del Sur aumentando el área total de Summerlin. Y en 2005 se imprimió el primer periódico de Summerlin, el Summerlin News.
Summerlin se deriva del apellido de la abuela de Howard Hughes, Jean Amelia Summerlin.

### Villas y asociaciones
- Summerlin del Norte
  - The Arbors
  - The Canyons
  - The Crossing
  - The Hills North
  - The Hills South
  - The Pueblo
  - The Trails
- Sun City Summerlin
- Summerlin Central
  - Summerlin Square
- Summerlin del Sur
  - South Square
  - The Gardens
  - The Mesa
  - Ridgebrook
  - The Ridges Village
  - The Willows
- Red Rock Country Club
- Siena
- Summerlin Occidental
  - The Paseos
  - The Vistas

## Personas famosas de Summerlin
| Nombre                                | Nativo | Profesión | Razón              |
| Brendon Boyd Urie                     |        | Músico    | Panic at the Disco |
| Ryan Ross (George Ryan Ross III)      |        | Músico    | Panic at the Disco |
| Spencer Smith (Spencer James Smith V) |        | Músico    | Panic at the Disco |
| ------------------------------------- | ------ | --------- | ------------------ |